# Les Loges-Marchis
Les Loges-Marchis és un municipi francès situat al departament de la Manche i a la regió de Normandia. L'any 2007 tenia 1.025 habitants.

## Demografia

### Població
El 2007 la població de fet de Les Loges-Marchis era de 1.025 persones. Hi havia 394 famílies de les quals 104 eren unipersonals (52 homes vivint sols i 52 dones vivint soles), 147 parelles sense fills, 135 parelles amb fills i 8 famílies monoparentals amb fills.
La població ha evolucionat segons el següent gràfic:
Habitants censats

### Habitatges
El 2007 hi havia 488 habitatges, 398 eren l'habitatge principal de la família, 38 eren segones residències i 51 estaven desocupats. 482 eren cases i 5 eren apartaments. Dels 398 habitatges principals, 287 estaven ocupats pels seus propietaris, 105 estaven llogats i ocupats pels llogaters i 7 estaven cedits a títol gratuït; 4 tenien una cambra, 20 en tenien dues, 65 en tenien tres, 112 en tenien quatre i 198 en tenien cinc o més. 349 habitatges disposaven pel capbaix d'una plaça de pàrquing. A 189 habitatges hi havia un automòbil i a 180 n'hi havia dos o més.

### Piràmide de població
La piràmide de població per edats i sexe el 2009 era:
| Homes | Edats   | Dones |
| ----- | ------- | ----- |
| 0     | 95 o +  | 4     |
| 0     | 90 a 94 | 4     |
| 4     | 85 a 89 | 0     |
| 0     | 80 a 84 | 8     |
| 8     | 75 a 79 | 32    |
| 28    | 70 a 74 | 36    |
| 40    | 65 a 69 | 44    |
| 32    | 60 a 64 | 40    |
| 28    | 55 a 59 | 12    |
| 32    | 50 a 54 | 32    |
| 24    | 45 a 49 | 28    |
| 24    | 40 a 44 | 28    |
| 40    | 35 a 39 | 24    |
| 40    | 30 a 34 | 32    |
| 8     | 25 a 29 | 16    |
| 24    | 20 a 24 | 8     |
| 24    | 15 a 19 | 24    |
| 28    | 10 a 14 | 32    |
| 20    | 5 a 9   | 24    |
| 20    | 0 a 4   | 20    |

## Economia
El 2007 la població en edat de treballar era de 646 persones, 446 eren actives i 200 eren inactives. De les 446 persones actives 415 estaven ocupades (228 homes i 187 dones) i 31 estaven aturades (15 homes i 16 dones). De les 200 persones inactives 72 estaven jubilades, 103 estaven estudiant i 25 estaven classificades com a «altres inactius».

### Ingressos
El 2009 a Les Loges-Marchis hi havia 386 unitats fiscals que integraven 947,5 persones, la mediana anual d'ingressos fiscals per persona era de 16.053 €.

### Activitats econòmiques
Dels 32 establiments que hi havia el 2007, 1 era d'una empresa alimentària, 1 d'una empresa de fabricació d'elements pel transport, 4 d'empreses de fabricació d'altres productes industrials, 9 d'empreses de construcció, 4 d'empreses de comerç i reparació d'automòbils, 2 d'empreses de transport, 2 d'empreses d'hostatgeria i restauració, 3 d'empreses immobiliàries, 1 d'una empresa de serveis, 1 d'una entitat de l'administració pública i 4 d'empreses classificades com a «altres activitats de serveis».
Dels 13 establiments de servei als particulars que hi havia el 2009, 2 eren paletes, 1 guixaire pintor, 3 fusteries, 1 lampisteria, 2 electricistes, 1 perruqueria i 3 tintoreries.
L'any 2000 a Les Loges-Marchis hi havia 100 explotacions agrícoles que ocupaven un total de 1.763 hectàrees.

## Equipaments sanitaris i escolars
El 2009 hi havia una escola elemental.

## Poblacions més properes
El següent diagrama mostra les poblacions més properes.